# Mike Sigel

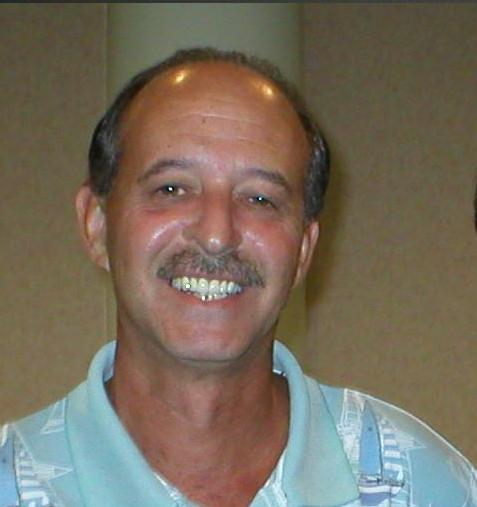
Mike Sigel.jpg

Mike Sigel (Rochester, 1953) is een Amerikaans voormalig professioneel poolbiljarter. Hij was in 1976 de eerste winnaar van het US Open Nine-ball Championship, dat hij in 1980 en 1983 opnieuw won. Zijn drie zeges waren een record totdat Earl Strickland in 1997 zijn vierde titel won. De Amerikaan werd in 1979, 1981 en 1985 wereldkampioen straight pool, in 1985 wereldkampioen 9-ball en in 2005 wereldkampioen 8-ball.

## Loopbaan
Sigel poolt vanaf zijn dertiende jaar en werd op zijn twintigste professioneel speler. Hij kreeg door zijn spel oorspronkelijk de bijnaam Captain Hook, hoewel er later op de International Pool Tour voornamelijk aan de Amerikaan gerefereerd werd als Mike the Mouth. Hoewel hij rechtshandig is, poolt hij linkshandig. Sigel won in zijn carrière meer dan honderd toernooien in verschillende pooldisciplines. Zijn persoonlijke record in het straight pool is 346 opeenvolgende gepotte ballen.
Sigel werd op zijn 35e, op dat moment als jongste speler ooit, opgenomen in de Billiard Congress of America Hall of Fame. Hij stopte in 1994 met competitief poolen, maar maakte een comeback nadat hij in 1998 voor een 9-ball toernooi in Parijs werd uitgenodigd, wat hij won. Sigel bestiert een bedrijfje dat poolkeu's vervaardigt en verkoopt.